# Lossiny Ostrov dans les Sokolniki
Lossiny Ostrov dans les Sokolniki ou Île aux élans à Sokolniki (russe : Лосиный остров в Сокольниках) (dont la signification en français est : Forêt de l'île aux élans, dans le Parc des faucons) est un tableau du peintre russe Alexeï Savrassov (1830-1897), réalisé en 1869. Il fait partie de la collection privée de la galerie Tretiakov sous le n° d'inventaire 825. Ses dimensions sont 62 × 88 cm,.

## Descriptions
Le tableau représente une forêt de pins, aux arbres hauts et droits, devant laquelle s'étend une prairie où paît un troupeau de bovins. Les arbres, comme suspendus au ciel, donnent une monumentalité au tableau. Le ciel couvert de gros nuages, les flaques d'eau boueuse représentées au premier plan, créent une impression morose et froide. Mais le travail de l'artiste est très poétique et réaliste depuis l'orée du bois jusqu'à l'étude détaillée de l'herbe et des branchages à l'avant-plan.

## Histoire du tableau
La toile a été renommée à trois reprises. En 1870, le tableau de Savrassov intitulé Vue de la pinède a été exposé à l'exposition de la Société moscovite des amateurs d'art. Il a obtenu le premier prix de cette exposition et la même année a été acheté à par Pavel Tretiakov.
En 1871-1872, le tableau (sous le nom de Sokolniki) est exposé à la première exposition des peintres Ambulants, et, en 1873 (sous le nom de Lossiny ostrov), à l'exposition de l'Académie russe des Beaux-Arts.

## Histoire du parc
En 1983, le parc national de Lossiny Ostrov a été constitué comme parc national. Il avait servi de terrain de chasse pendant plusieurs siècles et depuis le milieu du XIXe siècle, il avait connu une exploitation forestière systématique. La surface totale  de Lossiny Ostrov en 2001 était de 116,21 km2. Un tiers se situe dans les limites de la ville de Moscou et les deux tiers au nord-est de la ville.
Le parc Sokolniki a été créé par Alexis Ier Mikhaïlovitch au milieu du XVIIe siècle et servait de terrain de chasse pour les fauconniers du tsar. Il se trouve aujourd'hui, presque quatre siècles plus tard, dans le centre ville de Moscou. Sa surface couvre 600 ha.

## Critiques
En 1870, l'historien d'art Karl Hertz (ru) écrit à propos de ce tableau de Savrassov dans l'hebdomadaire Annales contemporaines :

« On ne peut regarder sans plaisir une œuvre dans laquelle l'artiste a réussi à transposer poétiquement sur sa toile un morceau de nature des environs de Moscou, si familière à chacun de nous. Seuls les yeux d'un poète ou d'un artiste peuvent percevoir ainsi la nature. Devant nous, au loin, une lisière sombre de forêt, dont chaque arbre est soigneusement dessiné ; au premier plan, un terrain creux et rempli d'eau est traversé par les planches d'un ancien pont. Un rayon de soleil, pénétrant les nuages, illumine une partie de la clairière sur laquelle paît un troupeau. Au milieu de cette verdure si triste, ce rayon est si beau, si réjouissant… »

Le critique d'art Nikolaï Nouvouspenski écrit à propos de ce tableau :

« Lossiny ostrov est un tableau dont l'authenticité naturelle et la vraisemblance ne laissent aucun doute. Pour accentuer la banalité de son motif, Savrassov ajoute au premier plan des détails délibérément prosaïques. <…> Le genre choisi n'est pas fringant et il n'y a pas non plus de traits pittoresques qui le distingueraient d'autres tableaux. Il semble que tout ce que l'artiste a vu a été transmis et son rôle s'est limité à transmettre consciencieusement ce qu'il a observé. Mais c'est une impression trompeuse. En effet, il a procédé à une sélection rigoureuse, a mûrement réfléchi à sa composition, puis a réalisé une toile aux couleurs subtilement choisies. »

Le peintre Vassili Mechkov remarque que Lossiny Ostrov dans les Sokolniki, peint deux ans avant Les freux sont de retour, a été pour Savrassov la première victoire sur son chemin de la foi dans la vie et dans son parcours de la célébration de la nature russe.